# Marion Wachtel
Pour les articles homonymes, voir Wachtel.
Marion Wachtel, née Marion Kavanaugh le 10 juin 1876 à Milwaukee dans l'État du Wisconsin et décédé le 22 mai 1954 à Pasadena dans l'État de la Californie, est une peintre impressionniste américain, connu pour ces peintures de paysage de la région de la Californie.

## Biographie
Mario Kavanaugh naît à Milwaukee dans l'état du Wisconsin en 1876. Elle étudie à l'Art Institute of Chicago auprès du peintre John Vanderpoel (en) et sous la direction du peintre William Merritt Chase à New York. Elle devient membre du New York Watercolor Club et travaille comme professeur à Chicago.
En 1903, elle séjourne en Californie afin d'étudier auprès du peintre William Keith. Sur place, elle rencontre le peintre Elmer Wachtel, qu'elle épouse l'année suivante. Le couple s'installe dans la zone de l'Arroyo Seco (en) à proximité de Pasadena dans le comté de Los Angeles. Elle peint alors les paysages de la région et du Sud-Ouest des États-Unis, utilisant principalement l'aquarelle comme médium. En 1908, le couple séjourne dans les déserts arides de l'Arizona et du Nouveau-Mexique et peint les villages historiques des pueblos au sein des réserves indiennes des Hopis et des Navajos.
Membre de diverses associations, comme la Pasadena Society of Artists (en) ou le California Art Club (en), elle perd son mari en 1929, mais reste dans la région ou elle décède à Pasadena en 1954.
Ces œuvres sont notamment visibles ou conservées au Laguna Art Museum (en) de Laguna Beach, au Cedar Rapids Museum of Art de Cedar Rapids, au Friday Morning Club (en) de Los Angeles et au Hollywood Woman's Club (en) d'Hollywood.

## Œuvres

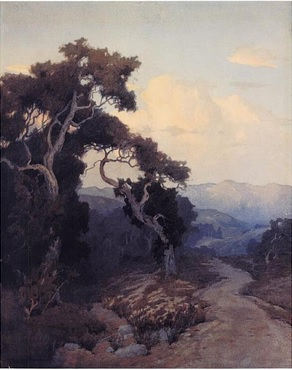
Sunset Clouds, 1904